# Bergen (Dakota du Nord)
Pour les articles homonymes, voir Bergen.
La ville de Bergen est située dans le comté de McHenry, dans l’État du Dakota du Nord, aux États-Unis. Lors du recensement de 2010, sa population s’élevait à 7 habitants, ce qui en fait la deuxième localité incorporée la moins peuplée de l’État, ex aequo avec Grano.

## Histoire
Bergen a été fondée en 1905 et nommée d’après Bergen, en Norvège.

## Démographie
| 1930 | 1940 | 1950 | 1960 | 1970 | 1980 |
| ---- | ---- | ---- | ---- | ---- | ---- |
| 98   | 67   | 51   | 52   | 24   | 24   |

| 1990 | 2000 | 2010 | - | - | - |
| ---- | ---- | ---- | - | - | - |
| 15   | 11   | 7    | - | - | - |

## Source
- (en) Cet article est partiellement ou en totalité issu de l’article de Wikipédia en anglais intitulé « Bergen, North Dakota » (voir la liste des auteurs).

1. ↑  Douglas A. Wick, « Bergen (McHenry County) », North Dakota Place Names (consulté le 5 mai 2011)
2. ↑  « Population and Housing Unit Estimates » (consulté le 11 juin 2019)
3. ↑  Bureau du recensement des États-Unis, « Census of Population and Housing » [archive du 26 avril 2015] (consulté le 30 octobre 2013)
4. ↑  « Population Estimates », Bureau du recensement des États-Unis (consulté le 11 juin 2019)
5. ↑  (en) « Statistiques des États-Unis - Dakota du nord - Profils des comtés de 2010 » (consulté en juin 2021)